# Molibdato de ferro(II)
Molibdato de ferro(II) é um composto inorgânico de fórmula química FeMoO4.

## Formação
Molibdato de ferro(II) é obtido pela reação de cloreto de ferro(II) e o molibdato de sódio.